# Constanța
|  | Aquest article tracta sobre la ciutat de Romania anomenada Constança en català. Si cerqueu la ciutat alemanya amb el mateix nom, vegeu «Constança (Alemanya)». |

Constança o Constantsa (en romanès Constanța, pronunciat /kon'stan.ʦa/), antigament anomenada Tomis (Τόμις) o Tomoi (Τόμοι) pels grecs, i després Konstantia (Κωνστάντια en el període clàssic) o Constantia en llatí (en turc Köstence, o en l'antiga grafia, Köstenje; en búlgar Кюстенджа, Kiustendja, o Констанца, Konstantsa), és el port més gran de Romania, a la riba del mar Negre. És la ciutat més gran de la regió de Dobrudja i capital de la província de Constanța. La ciutat de Constança és a la riba del mar Negre, capital de la província homònima i principal ciutat de la regió sud-est de desenvolupament de Romania. La ciutat disposa d'una gran platja de 13 kilòmetres de longitud, que atrau nombrosos visitants de Romania i l'exterior durant els mesos estivals. A més, a la rodalia es poden trobar importants afloraments minerals.

## Història
Les nombroses restes que s'han trobat a la ciutat i els seus voltants demostren que Constança s'aixeca sobre l'antiga ciutat de Tomis. Aquesta colònia grega, situada a l'antiga província d'Escítia, va ser fundada al voltant de l'any 500 aC per comerciar amb els pobles dacis de la zona. Probablement el seu nom deriva del grec antic Τόμη, que significa 'tall' o 'secció'.
Segons la Biblioteca d'Apol·lodor, la colònia fou fundada per Eetes:
| «                                | Davant de l'audàcia de Medea, intentà arribar a la nau (l'Argos). Medea, en veure'l tan a prop, assassinà el seu germà i, esquarterat, el llençà al mar. Eetes es va endarrerir per recollir les restes del nen. Llavors va tornar per enterrar el cos en un lloc que anomenà Tomis. | » |
| — Biblioteca mitològica, I 9.24. | |   |

Segons Jordanes (ratificades després per Cassiodor), la fundadora de la ciutat va ser realment una reina dels massàgetes:
| « | Després de la seva victòria contra Cir el Gran) i amb nombrosos botins guanyats als seus enemics, la reina Tomiris va travessar a Mèsia, coneguda actualment com a Escítia Menor —nom procedent de la Gran Escítia—, i va construir a la riba mèsia del mar Negre la ciutat de Tomi, batejada així en honor d'ella mateixa. | » |

En qualsevol cas, l'any 29 aC l'Imperi Romà s'annexionà totes les terres entre el Regne dels Odrisis i el Danubi, batejades com a Limes Scythicus. La llunyania i la situació perifèrica d'aquest territori va fer que l'any 8 dC el poeta Ovidi hi fos desterrat per ordre d'August. Les lloances del poeta a la ciutat de Tomis són encara reconegudes a l'actual Constança, amb una estàtua a la Piaţa Ovidiu (Plaça d'Ovidi), davant de l'antic ajuntament (actualment seu del Museu d'Història de la ciutat).
Amb el temps, Tomis va ser inclosa a la nova província romana de Mèsia i, sota el regnat de Dioclecià, a l'Escítia Menor, de la qual es convertiria en centre i metròpoli. Amb la divisió de l'Imperi Romà, la ciutat va passar a mans de l'Imperi Romà d'Orient. Fou ja sota aquest nou poder quan la ciutat fou rebatejada com a Constantiana, en honor de la germanastra de Constantí I el Gran, Flavia Júlia Constantia (274-337). Tot i així, aquest nom no seria emprat de forma oficial fins a l'any 950, quan als registres apareix com Κωνστάντια (Constantia). Durant aquells segles la ciutat es va mantenir dins dels límits marcats per la muralla de Trajà, tot i que aquest límit fou reforçat amb noves fortificacions.
Fou assolada pels huns el 456 i fou fortificada pels romans d'Orient sota Anastasi I Dicor (491-518) i Justinià I (527-565), resistint els atacs dels àvars l'hivern del 597 al 598. Després fou destruïda pel kan búlgar Asparukh Khan el 679 i fou part del Primer Imperi Búlgar.
Al lloc de la vella ciutat s'hi van establir alguns pescadors i els autors grecs del segle ix i x van continuar anomenant Contantia ("Κωνστάντια") a la població que va sorgir; el 1154 a la carta geogràfica d'al-Idrisi se l'esmenta com Tamtana; al segle xiii s'hi va fundar un establiment genovès que apareix a les cartes nàutiques italianes del segle xiv sota el nom de Costanza derivada del nom romanès Constanța. A la segona meitat del segle xiv hauria estat sota domini del príncep búlgar Dobrotitsa (principat de Karvuna) separat del segon imperi búlgar.
Quan el 1388 Dobrudja va ser incorporada al principat de Valàquia (Eflak) per Mircea I «el vell» (o més aviat l'Antic, 1386-1395 i 1397-1418), la ciutat va quedar dins aquest estat. El 1395 el sultà Baiazet I va fer campanya contra Mircea a Valàquia, va conquerir la ciutat de Constança, va desmantellar les seves muralles, i va derrotar el príncep en la batalla del riu Argeş (Valàquia, 17 de maig de 1395) imposant al tron valac a Vlad I de Valàquia «l'usurpador» (1395-1397). Baiazet I va abandonar després el país i el 1397 va haver d'anar també a Anatòlia per fer front a l'amenaça del Beylik de Karaman-oğlu que havia fet moviments durant la campanya de Nicòpolis l'any anterior, i va estar ocupat tot el 1397 i 1398, i Mircea va recuperar el poder a Valàquia i va recuperar Constança. Ja no hi va haver ocasió pels otomans de tornar a Valàquia; el 28 de juliol de 1402 l'exèrcit otomà era aniquilat per Tamerlà en la batalla d'Ankara. Mircea va conservar el poder sota Solimà (1403-1410) i Musa Celebi (1410-1413) a Rumèlia. Mehmet I va fer finalment una expedició el 1417 o el 1419 i va ocupar Constança. No obstant la seva possessió no fou definitiva abans del 1445, ja que el capità de la flota borgonyona Waleran de Wavrin va recórrer el litoral i va desembarcar a Mangalya, una mica al sud de Constança, i no hi va trobar cap otomà. Sota domini otomà va portar el nom de Köstendje (moderna ortografia Köstence), derivat de Constança.
Al segle xvi era una població pròspera inclosa en un subashi, amb un mercat on hi havia tots els productes de Dobrudja i molts eren exportats cap a Istanbul (blat, peix, fusta per a la construcció). Hi anaven a comprar comerciants de la República de Ragusa i Ancona. Al segle xvii, el 1602 i el 1616, va patir les ràtzies dels cosacs tributaris de Polònia. Ewliya Celebi la considera una vila pròspera de l'eyalat de Silistra amb 150 cases (més de 1.000 habitants), 40 o 50 graners de blat, algunes botigues, un caravanserrall i una mesquita, i hi tenia residència un cadi (per tant era un kada o districte). Al segle xviii continuava en la mateixa situació i la ciutat es dedicava principalment a l'abastiment de blat a Istanbul, però fou arruïnada en les guerres russo-turques el 1711, 1718-1739, 1768-1774 o 1787-1792. Els otomans la van fortificar, ja que el seu port era considerat un dels principals de la Dobrudja per assegurar l'abastiment de la seva capital especialment en blat però també amb bestiar, bens, pells i llana.
En la guerra russo-turca de 1806-1812 fou ocupada el 1809 pels cosacs que van destruir la fortalesa, i la ciutat va quedar reduïda a un llogaret. La pau de Bucarest la va retornar als otomans i fou rodejada d'una línia de fortificacions. En la guerra del 1829, es va rendir sense lluita i fou desmantellada pels russos. A la guerra de Crimea els francesos, aliats dels otomans, hi van desembarcar manats pel general Canrtobert (juliol de 1854) però hi van estar poc temps. El 1857 una companyia britànica (la Danube and Black Sea Railways Company) va aconseguir la concessió per explotar el port i un ferrocarril des de Bogaz-köy (Cernavoda o Cernavodă) a Köstence i això va originar un període de prosperitat. El ferrocarril es va acabar el 1860. La construcció va malmetre molt de l'antiga Constança però encara es van poder salvar moltes ruïnes.
El 1877 el general rus Orlov Denisov va ocupar la ciutat i el tractat de 23 de març de 1878 la va cedir a Romania. Fins aleshores era un kada del vilayat de Tuna (creat el 1864). El Tractat de Berlín de 13 de juliol de 1878 va confirmar la cessió. Hi havia llavors dues mesquites: Mahmudiyya i Aziziyya, construïdes el 1822. El 1888 es va publicar a la ciutat el primer diari de Dobrudja (la Gaseta de Dobrudja o Dobrudja Gazetesi) fins al 1894.
El 22 d'octubre de 1916, durant la Primera Guerra Mundial, Constança va ser ocupada per les Potències Centrals amb un contingent de tropes alemanes, turques i búlgares. Segons el Tractat de Bucarest, signat al maig de 1918 però mai ratificat per Romania, Constança va quedar sota el control d'aquests països. La ciutat però, fou alliberada per les tropes aliades el mateix 1918, després d'una ofensiva triomfant sobre Tessalònica que va apartar a Bulgària del conflicte.
A la Segona Guerra Mundial el port fou durament bombardejat pels aliats però la ciutat en va sortir quasi indemne. El port va tardar uns deu anys a reactivar-se.

## Població

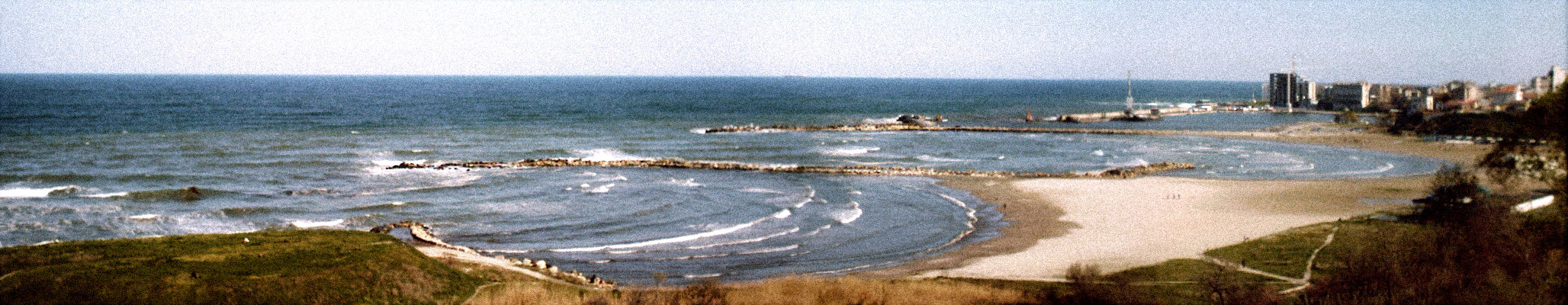
Platja de Constança

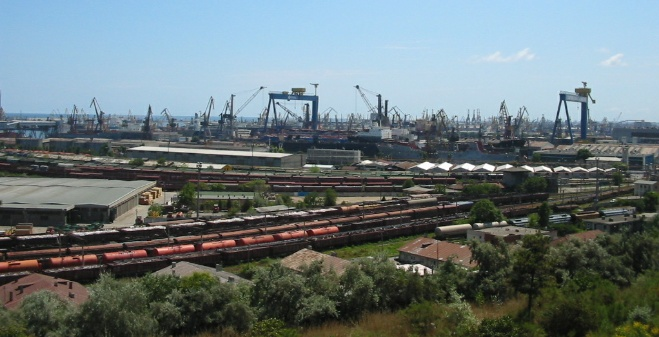
Drassanes del port

Segons el cens de 2002, la població del municipi de Constança era de 310.471 persones. L'àrea urbana de la ciutat inclou a altres municipis, com Năvodari (amb 32.400 habitants), Ovidiu (13.134 habitants) i Basarabi (amb una població de 10.857 habitants). També s'inclouen a la regió urbana altres localitats com Cumpăna (12.532), Lumina (7.858 el 2004), Valu lui Traian (8.824) i Agigea (5.482 habitants).
Tot plegat fa que la població de la regió urbana arribi a 401.613 habitants.
| Any  | Població |
| ---- | -------- |
| 1853 | 5.200    |
| 1879 | 10.419   |
| 1900 | 13.000   |
| 1910 | 27.000   |
| 1930 | 59.000   |
| 1950 | 80.000   |
| 1970 | 172.000  |
| 1985 | 319.000  |
| 1992 | 350.581  |
| 2002 | 310.471  |
| 2006 | 306.200  |
| 2007 | 304.900  |
| 2008 | 303.712  |
| 2009 | 302.040  |

| Ètnia           | 1853          | 1895          | 1913           | 2002            |
| --------------- | ------------- | ------------- | -------------- | --------------- |
| Total           | 5.204         | 10.419        | 27.201         | 310.471         |
| Romanesos       | 279 (5,4%)    | 2.519 (24,1%) | 15.663 (57,6%) | 286.332 (92,2%) |
| Tàtars          | 1.853 (35,6%) | 2,202 (21,1%) | 277 (1%)       | 8.724 (2,8%)    |
| Turcs           | 104 (2,0%)    | 2,202 (21,1%) | 2.451 (9%)     | 9.018 (2,9%)    |
| Grecs           | 1.542 (29,6%) | 2.460 (23,6%) | 3.170 (11,6%)  | 546 (0,17%)     |
| Búlgars         | 342 (6,5%)    | 1.060 (10,1%) | 940 (3,4%)     | 48 (0,01%)      |
| Jueus           | 344 (6,6%)    | 855 (8,2%)    | 1.266 (4,6%)   | 44 (0,01%)      |
| Gitanos/Romanís | 127 (2,4%)    | n/a           | n/a            | 2.962 (0,95%)   |

## Clima
| Temperatures i precipitacions mitjanes de Constanța | Temperatures i precipitacions mitjanes de Constanța | Temperatures i precipitacions mitjanes de Constanța | Temperatures i precipitacions mitjanes de Constanța | Temperatures i precipitacions mitjanes de Constanța | Temperatures i precipitacions mitjanes de Constanța | Temperatures i precipitacions mitjanes de Constanța | Temperatures i precipitacions mitjanes de Constanța | Temperatures i precipitacions mitjanes de Constanța | Temperatures i precipitacions mitjanes de Constanța | Temperatures i precipitacions mitjanes de Constanța | Temperatures i precipitacions mitjanes de Constanța | Temperatures i precipitacions mitjanes de Constanța | Temperatures i precipitacions mitjanes de Constanța |
| Mes                                                 | Gen                                                 | Feb                                                 | Mar                                                 | Abr                                                 | Mai                                                 | Jun                                                 | Jul                                                 | Ago                                                 | Set                                                 | Oct                                                 | Nov                                                 | Des                                                 | Any                                                 |
| --------------------------------------------------- | --------------------------------------------------- | --------------------------------------------------- | --------------------------------------------------- | --------------------------------------------------- | --------------------------------------------------- | --------------------------------------------------- | --------------------------------------------------- | --------------------------------------------------- | --------------------------------------------------- | --------------------------------------------------- | --------------------------------------------------- | --------------------------------------------------- | --------------------------------------------------- |
| Mitjana més altes °C (°F)                           | 3 (37)                                              | 3 (37)                                              | 7 (45)                                              | 12 (54)                                             | 18 (64)                                             | 23 (73)                                             | 25 (77)                                             | 25 (77)                                             | 21 (70)                                             | 16 (61)                                             | 10 (50)                                             | 5 (41)                                              | 14 (57)                                             |
| Mitjana més baixes °C (°F)                          | -1 (30)                                             | -1 (30)                                             | 2 (36)                                              | 6 (43)                                              | 12 (54)                                             | 16 (61)                                             | 18 (64)                                             | 18 (64)                                             | 15 (59)                                             | 10 (50)                                             | 3 (37)                                              | 1 (34)                                              | 8 (46)                                              |
| Font: weatherbase.com                               |                                                     |                                                     |                                                     |                                                     |                                                     |                                                     |                                                     |                                                     |                                                     |                                                     |                                                     |                                                     |                                                     |

## Llocs d'interès

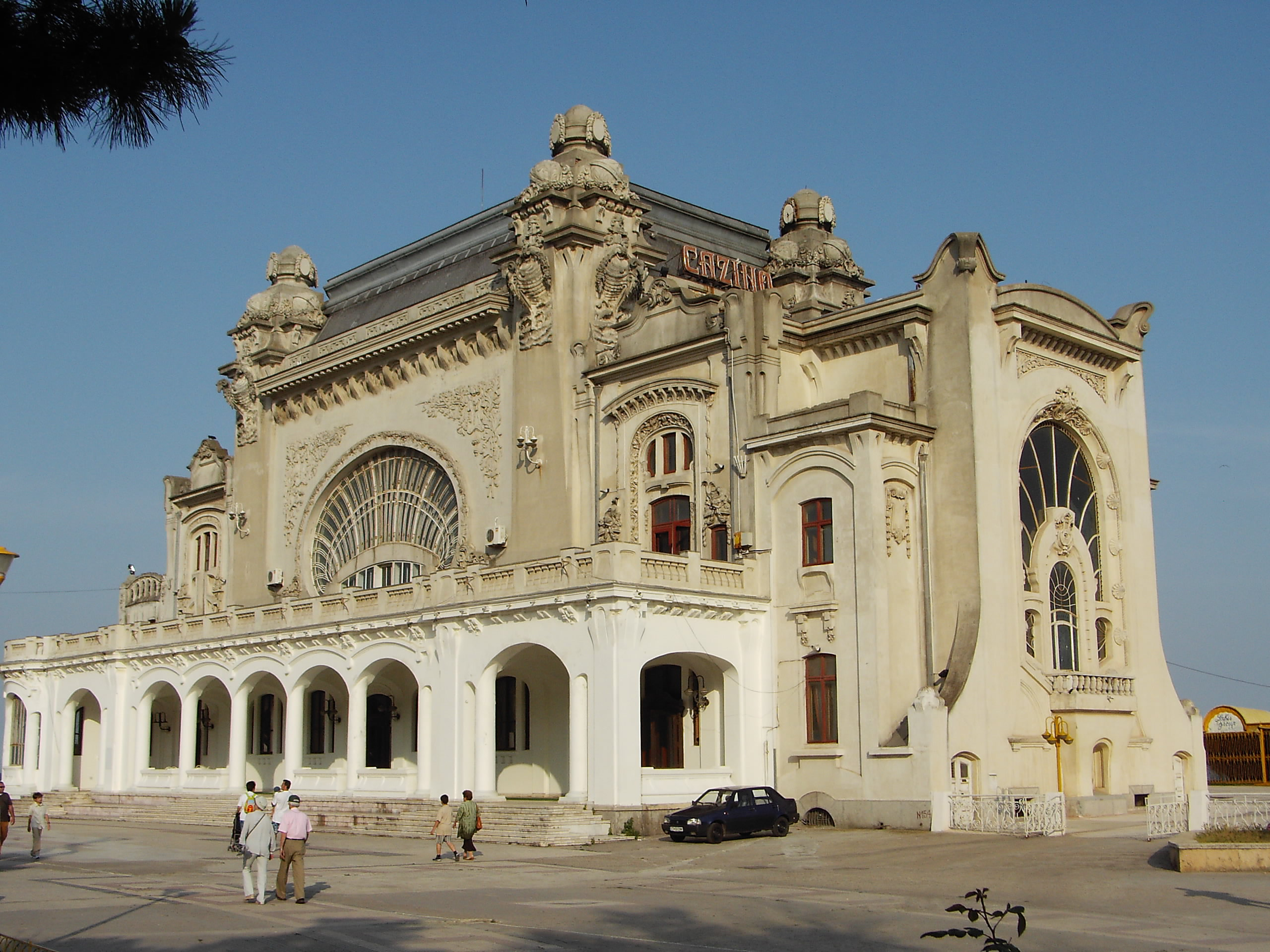
Casino de Constança (Constanţa)

- Mosaics romans (Edificul Roman cu Mozaic)
- Far genovès (Farul Genovez) de 1860 en honor dels genovesos del segle xiii
- Casino (Cazinoul)
- Plaça d'Ovidi de 1887 (Ovidi va estar exiliat a Tomis l'any 8)
- La casa dels Lleons (Casa cu Lei), segle xix
- Parc Arqueològic (Parcul Arheologic) amb restes dels segles iii i iv i una torre del segle VI
- Catedral de Sant Pere i Sant Pau (1883-1885) restaurada el 1951.
- La Gran Mesquita Mahmudiye (Moscheea Mare Mahmoud II) construïda el 1910, seu del muftí dels musulmans. Anomenada també Mesquita de Carol I.
- Teatre Fantasio (Teatrul Fantasio) construït el 1927 pel filantrop grec Demostene Tranulis, portà el seu nom fins a 1947

## Transports
La inauguració, l'any 1895, de la línia ferroviària entre Constança i Bucarest, que travessava el Danubi a Cernavodă, va ajudar a consolidar el port de la ciutat com a punt de pas de les mercaderies del país. Ràpidament es va generar un important tràfic de gra i petroli com a exportacions; i carbó, coc, maquinària, ferro i productes tèxtils com a importacions. Pel que fa a les carreteres, pràcticament es troba finalitzada l'autovia A2, que uneix Constança amb la capital de Romania.

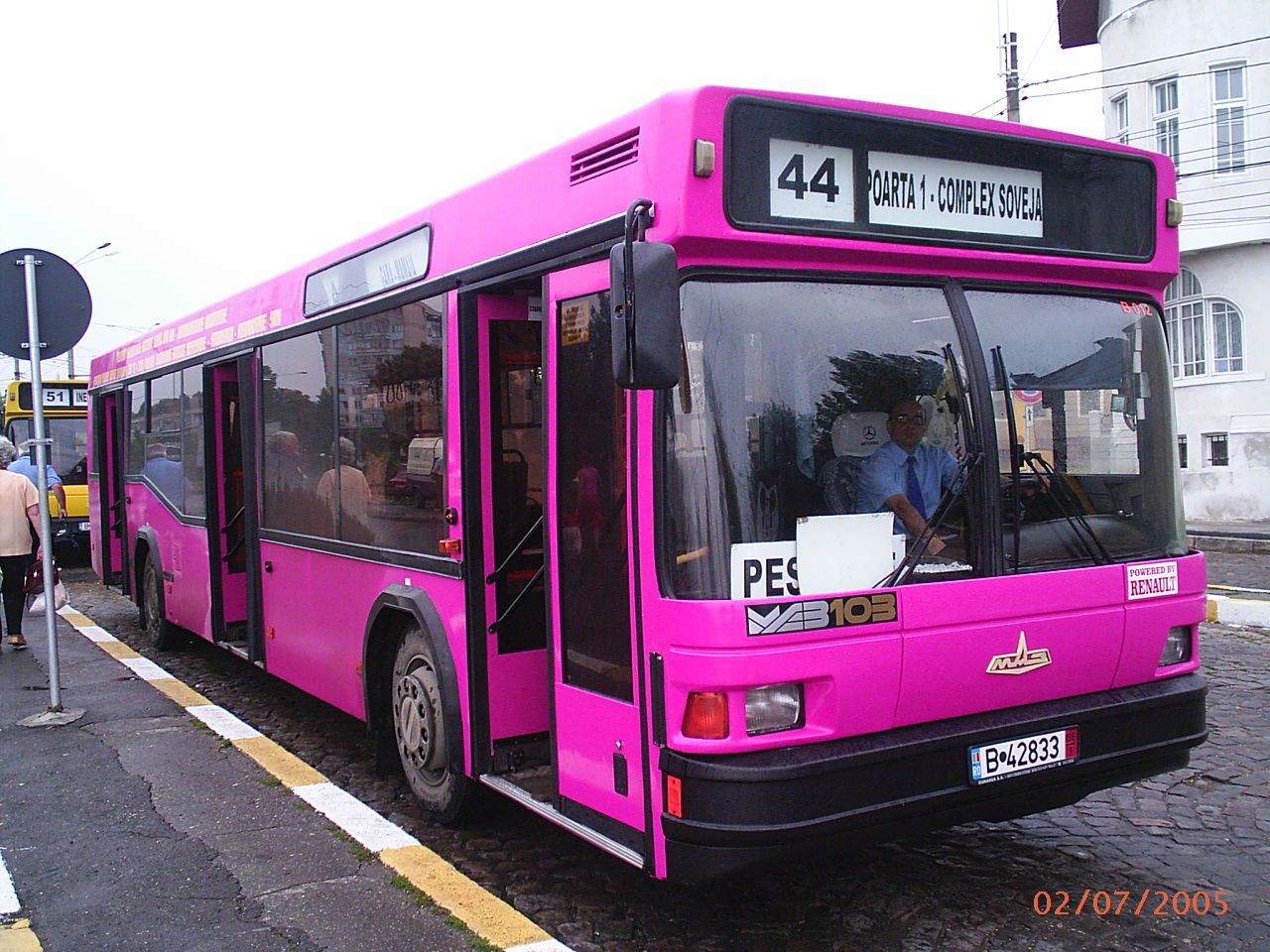
Bus rosa de Constança

El sistema de transport públic de la ciutat de Constança es troba gestionat per la Regia Autonomă de Transport în Común Constanţa (RATC). Està format per 17 línies de bus urbà, 2 línies de tramvies i 2 més de troleibús. A l'inici de la dècada de 2000, la ciutat va comprar 130 nous autobusos MAZ per substituir els antics DAC. Actualment, el 90% de la flota és nova i, en general, són vehicles pintats amb colors lluents, com rosa, groc o verd.
A 26 km al nord de Constança es troba l'Aeroport Internacional Mihail Kogălniceanu (codificat per la IATA com CND). A banda de vols nacionals, l'aeroport enllaça la regió de Dobrudja amb ciutats com ara Bolonya, Brussel·les, Estrasburg, Moscou, Múnic, París i Viena.
El port de Constança, amb un far a l'entrada, es troba ben protegit contra els vents del nord, però és vulnerable en certs temporals als vents del sud, el sud-est i el sud-oest. A banda de la seva activitat comercial, les instal·lacions portuàries serveixen de base per a la flota romanesa del mar Negre.
D'altra banda, al sud de la ciutat s'inicia un llarg canal que connecta les aigües del mar Negre amb el riu Danubi, el que facilita la navegació cap a l'interior del país.

## Barris
| - Abator - Anadalchioi - Badea Cârţan - Boreal - Casa de Cultură - Centru - C.E.T. - Coiciu - Dacia - Energia - Faleză Nord | - Faleză Sud (Poarta 6) - Far - Gară - Groapă - Halta Traian - I.C.I.L. - I. C. Brătianu (Filimon Sîrbu entre 1948 i 1990) - Inel I - Inel II - Km. 4 (Billa) - Km. 4-5 | - Km. 5 - Mamaia - Medeea - Palas - Palazu Mare - Peninsulă - Pescărie - Piaţa Chiliei - Piaţa Griviţei - Port - Tăbăcarie | - Tomis I - Tomis II - Tomis III - Tomis IV - Tomis Nord - Trocadero - Unirii - Victoria |

## Personatges il·lustres
- Alexandra Stan (1989), cantant solista romanesa.
- Sebastian Stan (1982), actor.